# Tournibois
Tournibois is een bos- en natuurgebied in de streek Pays des Collines in de gemeente Vloesberg in de Waalse provincie Henegouwen. Het erkende natuurreservaat van 14 hectare van de Ligue Royale Belge pour la Protection des Oiseaux werd opgericht in 2012 en omvat 5 hectare beukenbos op een steile helling. De grootste beuk is 32 meter hoog en heeft een stamomtrek van 3,65 meter. Het bos is erkend als 'Site de Grand Intérêt Biologique' (SGIB557) door het Waals Gewest. Er bloeit onder andere spekwortel en voorjaarsbloeiers als wilde hyacint, bosanemoon, salomonszegel. In het reservaat leeft onder andere wielewaal en vuursalamander. Er staat ook een 19de-eeuwse kapel in het gebied.

## Afbeeldingen

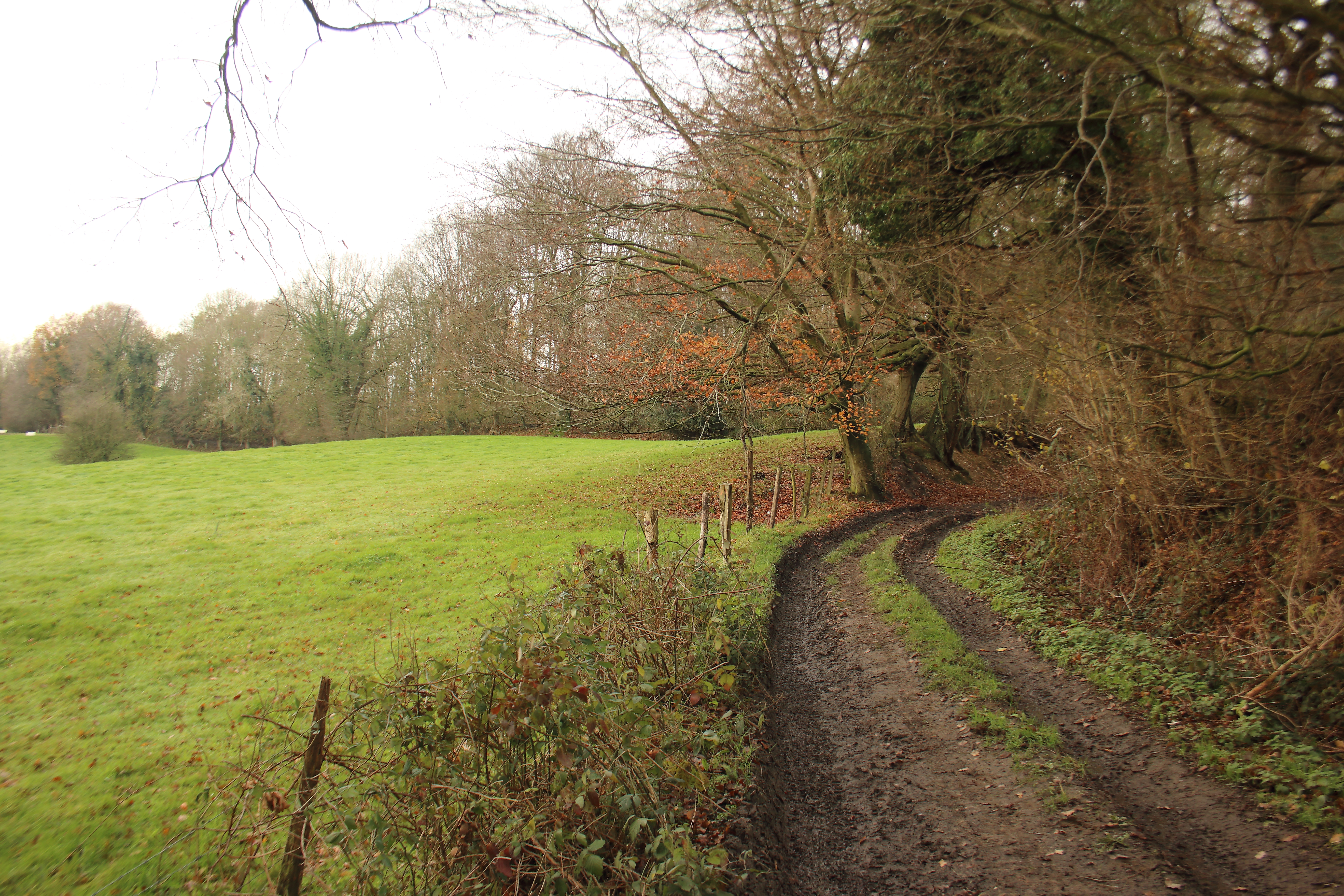
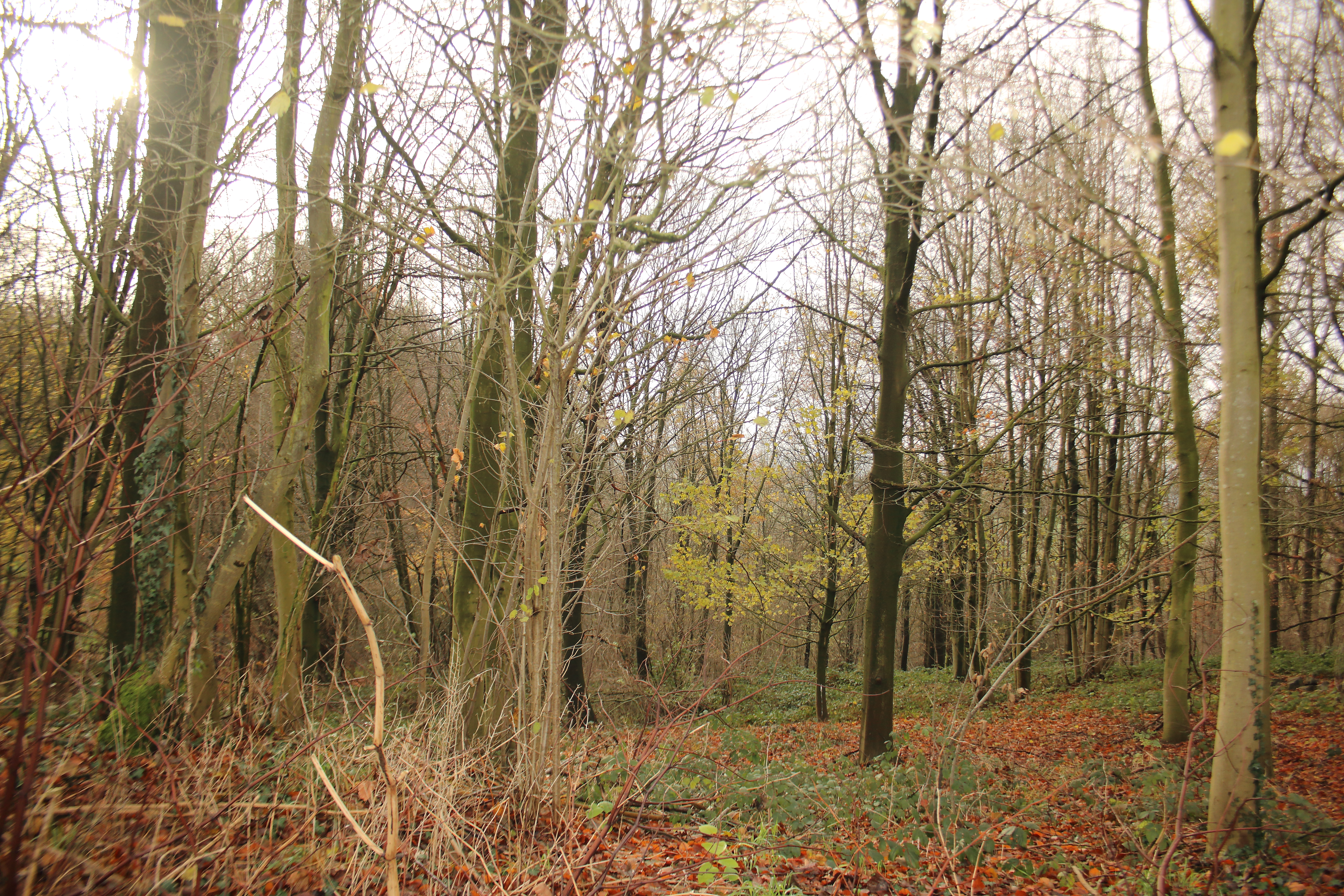
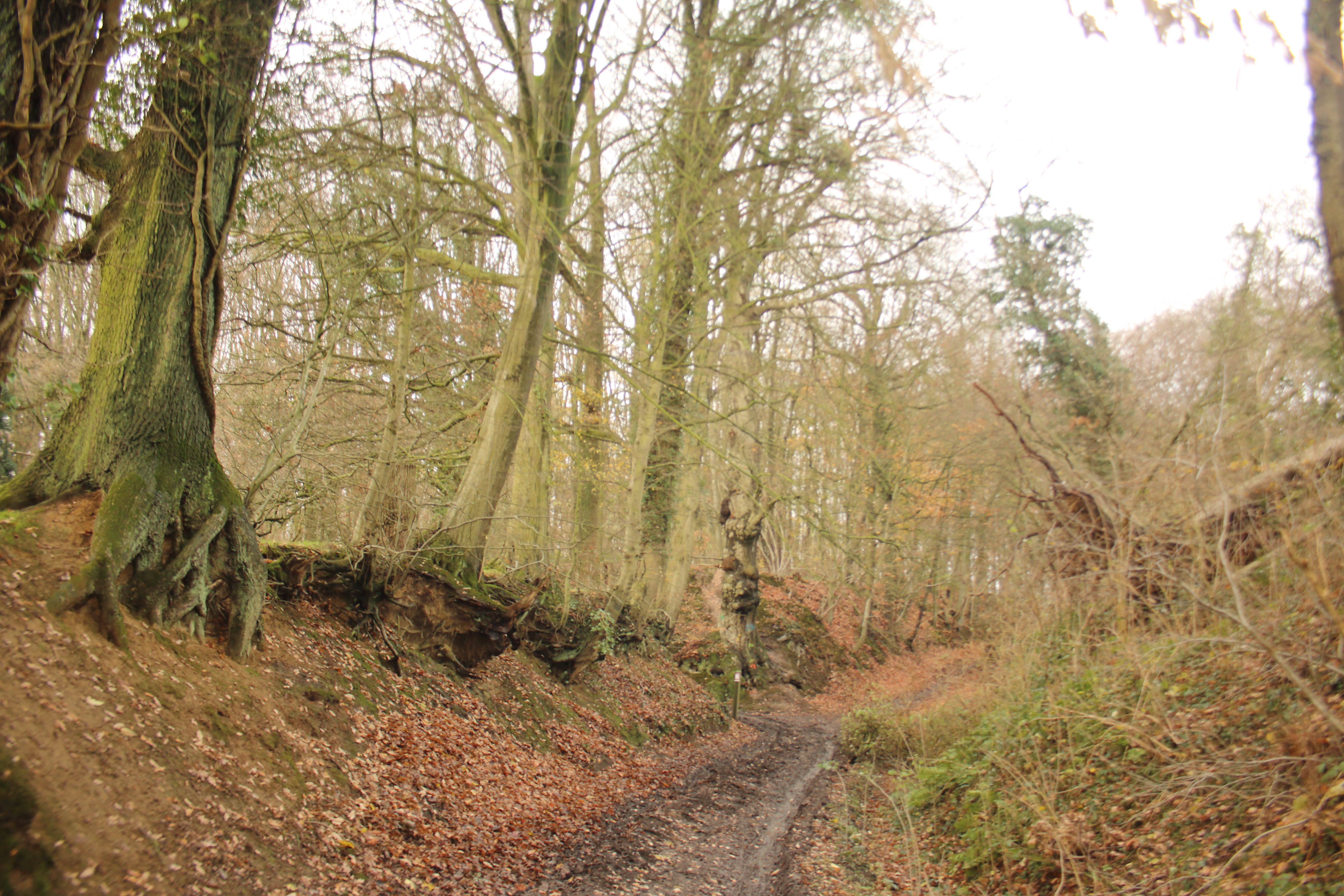
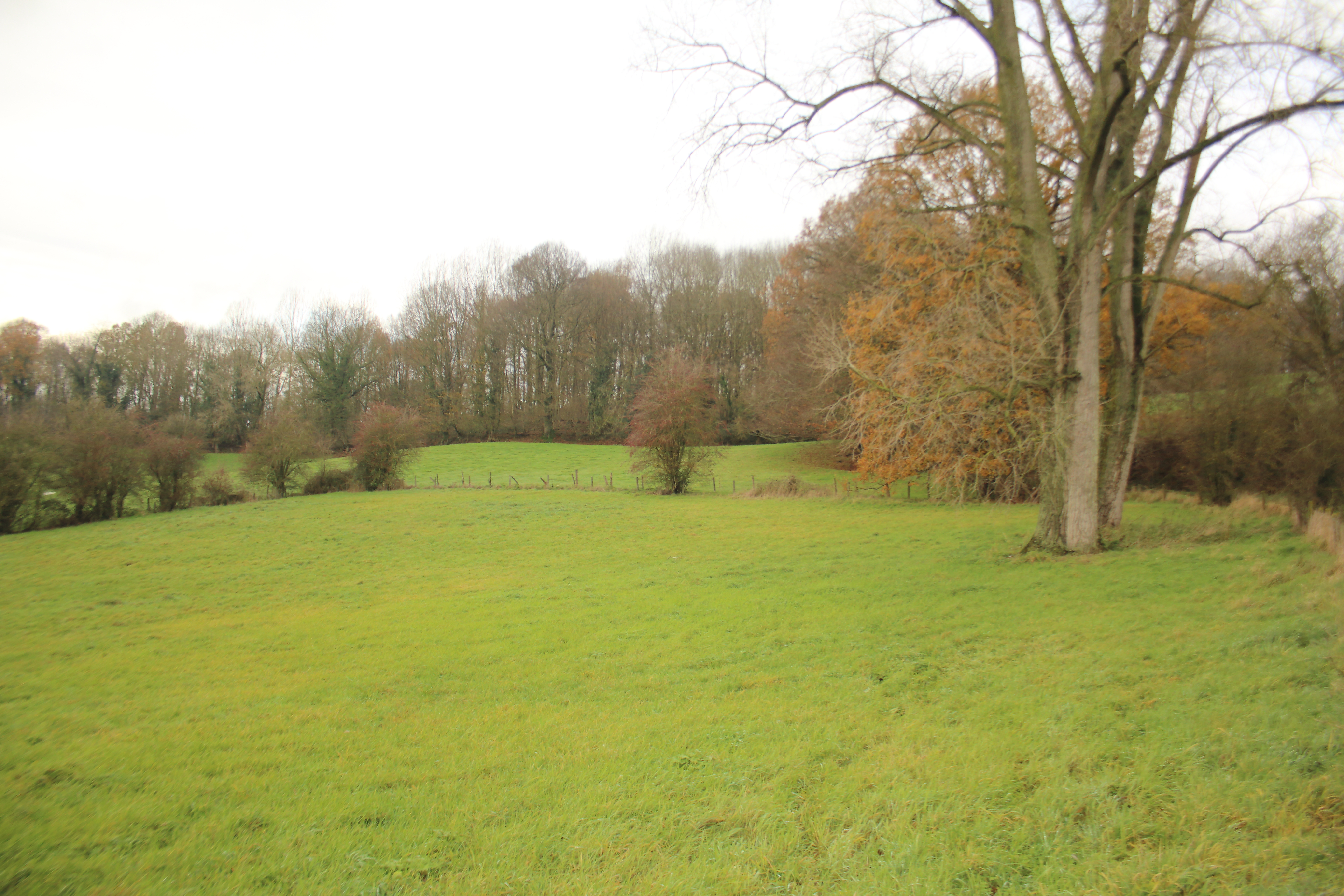